# Liste des villes du Japon
Pour un article plus général, voir Villes du Japon.
 (janvier 2025).

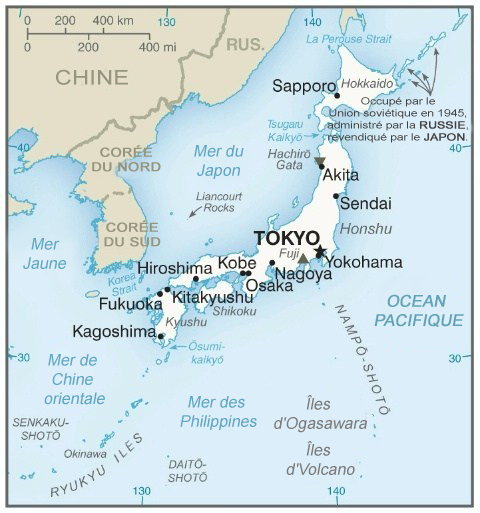
Carte du Japon.

Préfectures du Japon.

Cet article donne la liste des villes du Japon par préfectures (47). 
Tokyo n'est pas incluse dans cette liste en tant que ville, étant donné qu'elle possède le statut de métropole, similaire à une préfecture, avec 23 arrondissement spéciaux.

## Aichi
| Nom        | Population de 2008 | Superficie en km² | Densité en h/km² | Création |
| ---------- | ------------------ | ----------------- | ---------------- | -------- |
| Nagoya     | 2 239 464          | 326,45            | 6860             | 1889     |
| Toyohashi  | 377 045            | 261,35            | 1443             | 1906     |
| Okazaki    | 371 380            | 387,24            | 959              | 1916     |
| Ichinomiya | 375 939            | 113,91            | 3300             | 1921     |
| Seto       | 132 311            | 111,61            | 1185             | 1929     |
| Handa      | 117 927            | 47,24             | 2496             | 1937     |
| Kasugai    | 300 713            | 92,71             | 3244             | 1943     |
| Toyokawa   | 161 595            | 150,71            | 1072             | 1943     |
| Tsushima   | 65 646             | 25,08             | 2617             | 1947     |
| Hekinan    | 73 024             | 35,86             | 2036             | 1948     |
| Kariya     | 145 117            | 50,45             | 2876             | 1950     |
| Toyota     | 420 286            | 918,47            | 458              | 1951     |
| Anjō       | 176 046            | 86,01             | 2047             | 1952     |
| Nishio     | 106 643            | 75,78             | 1407             | 1953     |
| Gamagōri   | 82 264             | 56,81             | 1448             | 1954     |
| Inuyama    | 75 304             | 74,97             | 1004             | 1954     |
| Tokoname   | 52 837             | 55,63             | 950              | 1954     |
| Kōnan      | 100 064            | 30,17             | 3317             | 1954     |
| Komaki     | 149 060            | 62,82             | 2373             | 1955     |
| Inazawa    | 137 475            | 79,30             | 1734             | 1958     |
| Tōkai      | 106 708            | 43,36             | 2461             | 1969     |
| Ōbu        | 83 097             | 33,68             | 2467             | 1970     |
| Chita      | 84 782             | 45,43             | 1866             | 1970     |
| Chiryū     | 68 216             | 16,34             | 4175             | 1970     |
| Owariasahi | 79 197             | 21,03             | 3766             | 1970     |
| Takahama   | 43 467             | 13,00             | 3344             | 1970     |
| Iwakura    | 48 042             | 10,49             | 4 580            | 1971     |
| Toyoake    | 69 124             | 23,18             | 2982             | 1972     |
| Nisshin    | 80 921             | 34,90             | 2319             | 1994     |
| Tahara     | 66 698             | 188,81            | 353              | 2003     |
| Aisai      | 65 481             | 66,63             | 983              | 2005     |
| Kiyosu     | 56 635             | 13,31             | 4 255            | 2005     |
| Shinshiro  | 51 326             | 499,00            | 103              | 2005     |
| Kitanagoya | 80 112             | 18,37             | 4361             | 2006     |
| Yatomi     | 43 145             | 48,92             | 882              | 2006     |
| Miyoshi    | -                  | 32,11             | -                | 2010     |
| Ama        | -                  | 27,59             | -                | 2010     |

## Akita
| Nom       | Population de 2008 | Superficie en km² | Densité en h/km² | Création |
| --------- | ------------------ | ----------------- | ---------------- | -------- |
| Akita     | 329 287            | 905,67            | 364              | 1889     |
| Ōdate     | 80 587             | 913,70            | 88,2             | 1951     |
| Kazuno    | 35 543             | 707,34            | 50,2             | 1972     |
| Daisen    | 91 143             | 866,67            | 105              | 2005     |
| Katagami  | 35 460             | 97,96             | 362              | 2005     |
| Kitaakita | 38 543             | 1 152,57          | 33,4             | 2005     |
| Oga       | 34 194             | 240,80            | 142              | 2005     |
| Yurihonjō | 87 525             | 1 209,04          | 72,4             | 2005     |
| Yuzawa    | 53 588             | 790,72            | 67,8             | 2005     |
| Semboku   | 30 885             | 1 093,64          | 28,2             | 2005     |
| Yokote    | 101 234            | 693,60            | 146              | 2005     |
| Nikaho    | 28 422             | 240,61            | 118              | 2005     |
| Noshiro   | 61 295             | 426,74            | 144              | 2006     |

## Aomori
| Nom         | Population de 2008 | Superficie en km² | Densité en h/km² | Création |
| ----------- | ------------------ | ----------------- | ---------------- | -------- |
| Hachinohe   | 241 613            | 305,17            | 792              | 1929     |
| Kuroishi    | 37 585             | 216,96            | 173              | 1954     |
| Misawa      | 42 535             | 119,97            | 355              | 1958     |
| Mutsu       | 62 220             | 863,79            | 72,0             | 1959     |
| Towada      | 66 834             | 688,60            | 97,1             | 2005     |
| Tsugaru     | 38 919             | 253,85            | 153              | 2005     |
| Goshogawara | 60 788             | 404,58            | 150              | 2005     |
| Aomori      | 305 884            | 824,52            | 371              | 2005     |
| Hirakawa    | 34 638             | 345,81            | 100              | 2006     |
| Hirosaki    | 185 865            | 523,60            | 355              | 2006     |

## Chiba
| Nom        | Population de 2008 | Superficie en km² | Densité en h/km² | Création |
| ---------- | ------------------ | ----------------- | ---------------- | -------- |
| Chiba      | 938 695            | 272,08            | 3450             | 1921     |
| Chōshi     | 72 348             | 83,91             | 862              | 1933     |
| Ichikawa   | 470 149            | 57,40             | 8191             | 1934     |
| Funabashi  | 586 762            | 85,64             | 6851             | 1937     |
| Tateyama   | 49 987             | 110,21            | 454              | 1939     |
| Kisarazu   | 123 743            | 138,73            | 892              | 1942     |
| Matsudo    | 477 603            | 61,33             | 7787             | 1943     |
| Noda       | 153 422            | 103,54            | 1482             | 1950     |
| Mobara     | 93 032             | 100,01            | 930              | 1952     |
| Narita     | 124 773            | 213,84            | 583              | 1954     |
| Sakura     | 171 472            | 103,59            | 1655             | 1954     |
| Tōgane     | 61 591             | 89,34             | 689              | 1954     |
| Narashino  | 159 758            | 20,99             | 7611             | 1954     |
| Kashiwa    | 389 036            | 114,90            | 3386             | 1954     |
| Katsuura   | 21 413             | 94,20             | 227              | 1958     |
| Ichihara   | 279 591            | 368,20            | 759              | 1963     |
| Nagareyama | 156 686            | 35,28             | 4441             | 1967     |
| Yachiyo    | 184 655            | 51,27             | 3602             | 1967     |
| Abiko      | 133 533            | 43,19             | 3092             | 1970     |
| Kamagaya   | 104 564            | 21,11             | 4953             | 1971     |
| Kimitsu    | 89 350             | 318,83            | 280              | 1971     |
| Futtsu     | 48 973             | 205,35            | 238              | 1971     |
| Urayasu    | 159 312            | 17,29             | 9214             | 1981     |
| Yotsukaidō | 85 738             | 34,70             | 2471             | 1981     |
| Sodegaura  | 59 443             | 94,92             | 626              | 1991     |
| Yachimata  | 75 369             | 74,87             | 1007             | 1992     |
| Inzai      | 60 280             | 53,51             | 1127             | 1996     |
| Shiroi     | 57 151             | 35,41             | 1614             | 2001     |
| Tomisato   | 51 590             | 53,91             | 957              | 2001     |
| Kamogawa   | 35 792             | 191,30            | 187              | 2005     |
| Asahi      | 69 971             | 129,91            | 539              | 2005     |
| Isumi      | 41 605             | 157,50            | 264              | 2005     |
| Sōsa       | 41 361             | 101,78            | 406              | 2006     |
| Minamibōsō | 43 553             | 230,22            | 189              | 2006     |
| Katori     | 85 193             | 262,31            | 325              | 2006     |
| Sanmu      | 57 806             | 146,38            | 395              | 2006     |

## Ehime
| Nom         | Population de 2008 | Superficie en km² | Densité en h/km² | Création |
| ----------- | ------------------ | ----------------- | ---------------- | -------- |
| Matsuyama   | 515 068            | 429,03            | 1 201            | 1889     |
| Niihama     | 123 329            | 234,30            | 526              | 1937     |
| Shikokuchūō | 91 688             | 420,10            | 218              | 2004     |
| Seiyo       | 43 476             | 514,79            | 84,5             | 2004     |
| Tōon        | 35 517             | 211,45            | 168              | 2004     |
| Saijō       | 112 543            | 509,05            | 221              | 2004     |
| Ōzu         | 49 543             | 432,20            | 115              | 2005     |
| Imabari     | 170 986            | 419,85            | 407              | 2005     |
| Yawatahama  | 40 010             | 132,98            | 301              | 2005     |
| Iyo         | 38 890             | 194,47            | 200              | 2005     |
| Uwajima     | 86 819             | 469,52            | 185              | 2005     |

## Fukui
| Nom       | Population de 2008 | Superficie en km² | Densité en h/km² | Création |
| --------- | ------------------ | ----------------- | ---------------- | -------- |
| Fukui     | 268 574            | 536,17            | 501              | 1889     |
| Tsuruga   | 68 188             | 250,75            | 272              | 1937     |
| Obama     | 31 486             | 232,86            | 135              | 1951     |
| Ōno       | 36 763             | 872,30            | 42,1             | 1954     |
| Katsuyama | 26 333             | 253,68            | 104              | 1954     |
| Sabae     | 67 430             | 84,75             | 796              | 1955     |
| Awara     | 30 765             | 116,99            | 263              | 2004     |
| Echizen   | 87 116             | 230,75            | 378              | 2005     |
| Sakai     | 92 420             | 209,91            | 440              | 2006     |

## Fukuoka
| Nom        | Population de 2008 | Superficie en km² | Densité en h/km² | Création |
| ---------- | ------------------ | ----------------- | ---------------- | -------- |
| Fukuoka    | 1 430 371          | 340,96            | 4195             | 1889     |
| Kurume     | 305 147            | 229,84            | 1328             | 1889     |
| Ōmuta      | 127 474            | 81,55             | 1563             | 1917     |
| Nōgata     | 57 319             | 61,78             | 928              | 1931     |
| Tagawa     | 50 484             | 54,52             | 926              | 1943     |
| Yanagawa   | 72 798             | 76,90             | 947              | 1952     |
| Yame       | 42 241             | 98,66             | 428              | 1954     |
| Chikugo    | 48 281             | 41,85             | 1154             | 1954     |
| Ōkawa      | 38 266             | 33,61             | 1139             | 1954     |
| Yukuhashi  | 70 064             | 69,83             | 1003             | 1954     |
| Buzen      | 27 578             | 111,17            | 248              | 1955     |
| Nakama     | 45 549             | 15,98             | 2850             | 1958     |
| Kitakyūshū | 986 998            | 487,71            | 2024             | 1963     |
| Ogōri      | 58 460             | 45,50             | 1285             | 1972     |
| Chikushino | 98 914             | 87,78             | 1127             | 1972     |
| Kasuga     | 107 845            | 14,15             | 7622             | 1972     |
| Ōnojō      | 94 037             | 26,88             | 3498             | 1972     |
| Munakata   | 94 877             | 119,66            | 793              | 1981     |
| Dazaifu    | 68 561             | 29,58             | 2 318            | 1982     |
| Koga       | 57 084             | 42,11             | 1356             | 1997     |
| Fukutsu    | 55 123             | 52,70             | 1046             | 2005     |
| Ukiha      | 32 277             | 117,55            | 275              | 2005     |
| Miyawaka   | 30 793             | 139,99            | 220              | 2006     |
| Asakura    | 57 881             | 246,73            | 235              | 2006     |
| Iizuka     | 132 208            | 214,13            | 617              | 2006     |
| Kama       | 44 431             | 135,18            | 329              | 2006     |
| Miyama     | 42 219             | 105,12            | 402              | 2007     |
| Itoshima   | -                  | 216,12            | -                | 2010     |

## Fukushima
| Nom           | Population de 2008 | Superficie en km² | Densité en h/km² | Création |
| ------------- | ------------------ | ----------------- | ---------------- | -------- |
| Aizuwakamatsu | 129 388            | 383,03            | 338              | 1899     |
| Fukushima     | 289 355            | 746,43            | 388              | 1907     |
| Kōriyama      | 339 395            | 757,06            | 448              | 1924     |
| Sukagawa      | 80 336             | 279,55            | 287              | 1954     |
| Sōma          | 38 543             | 197,67            | 195              | 1954     |
| Iwaki         | 349 947            | 1231,34           | 284              | 1966     |
| Tamura        | 42 221             | 458,30            | 92,1             | 2005     |
| Shirakawa     | 65 665             | 305,30            | 215              | 2005     |
| Nihonmatsu    | 61 698             | 344,65            | 179              | 2005     |
| Minamisōma    | 71 761             | 398,50            | 180              | 2006     |
| Date          | 67 487             | 265,10            | 255              | 2006     |
| Kitakata      | 54 684             | 554,67            | 98,6             | 2006     |
| Motomiya      | 31 737             | 87,94             | 361              | 2007     |

## Gifu
| Nom          | Population de 2008 | Superficie en km² | Densité en h/km² | Création |
| ------------ | ------------------ | ----------------- | ---------------- | -------- |
| Gifu         | 412 779            | 202,89            | 2034             | 1889     |
| Ōgaki        | 163 047            | 206,52            | 789              | 1918     |
| Takayama     | 94 879             | 2177,67           | 43,6             | 1936     |
| Tajimi       | 114 866            | 91,24             | 1 259            | 1940     |
| Seki         | 92 896             | 472,84            | 196              | 1950     |
| Nakatsugawa  | 83 116             | 676,38            | 123              | 1952     |
| Mino         | 22 912             | 117,05            | 196              | 1954     |
| Mizunami     | 41 556             | 175,00            | 237              | 1954     |
| Hashima      | 67 167             | 53,64             | 1252             | 1954     |
| Minokamo     | 53 988             | 74,81             | 722              | 1954     |
| Toki         | 61 393             | 116,01            | 529              | 1955     |
| Kakamigahara | 145 126            | 87,77             | 1653             | 1963     |
| Kani         | 99 318             | 87,60             | 1134             | 1982     |
| Yamagata     | 29 857             | 222,04            | 134              | 2003     |
| Mizuho       | 51 230             | 28,18             | 1818             | 2003     |
| Hida         | 28 112             | 792,31            | 35,5             | 2004     |
| Motosu       | 34 729             | 374,57            | 92,7             | 2004     |
| Gujō         | 46 338             | 1030,79           | 45,0             | 2004     |
| Gero         | 37 455             | 851,06            | 44,0             | 2004     |
| Ena          | 54 844             | 504,19            | 109              | 2004     |
| Kaizu        | 38 532             | 112,31            | 343              | 2005     |

## Gunma
| Nom         | Population de 2008 | Superficie en km² | Densité en h/km² | Création |
| ----------- | ------------------ | ----------------- | ---------------- | -------- |
| Maebashi    | 318 058            | 241,22            | 1319             | 1892     |
| Takasaki    | 341 838            | 401,01            | 852              | 1900     |
| Kiryū       | 124 892            | 274,57            | 455              | 1921     |
| Isesaki     | 204 240            | 139,33            | 1466             | 1940     |
| Ōta         | 214 049            | 176,49            | 1213             | 1948     |
| Numata      | 52 319             | 443,37            | 118              | 1954     |
| Tatebayashi | 79 023             | 60,98             | 1296             | 1954     |
| Fujioka     | 68 710             | 180,09            | 382              | 1954     |
| Shibukawa   | 86 134             | 240,42            | 358              | 2006     |
| Annaka      | 62 270             | 276,34            | 225              | 2006     |
| Tomioka     | 53 332             | 122,90            | 434              | 2006     |
| Midori      | 51 964             | 208,23            | 250              | 2006     |

## Hiroshima
| Nom              | Population de 2008 | Superficie en km² | Densité en h/km² | Création |
| ---------------- | ------------------ | ----------------- | ---------------- | -------- |
| Hiroshima        | 1 163 806          | 905,13            | 1286             | 1889     |
| Onomichi         | 148 085            | 284,85            | 520              | 1898     |
| Kure             | 246 118            | 353,74            | 696              | 1902     |
| Fukuyama         | 461 368            | 518,07            | 891              | 1916     |
| Mihara           | 103 209            | 471,03            | 219              | 1936     |
| Fuchū            | 44 212             | 195,71            | 226              | 1954     |
| Miyoshi          | 58 264             | 778,19            | 74,9             | 1954     |
| Shōbara          | 41 747             | 1246,60           | 33,5             | 1954     |
| Ōtake            | 29 665             | 78,55             | 378              | 1954     |
| Takehara         | 29 803             | 118,30            | 252              | 1958     |
| Higashihiroshima | 187 711            | 635,32            | 295              | 1974     |
| Hatsukaichi      | 115 184            | 489,36            | 235              | 1988     |
| Akitakata        | 32 323             | 537,79            | 60,1             | 2004     |
| Etajima          | 28 601             | 100,97            | 283              | 2004     |

## Hokkaidō
| Nom           | Population de 2008 | Superficie en km² | Densité en h/km² | Création |
| ------------- | ------------------ | ----------------- | ---------------- | -------- |
| Sapporo       | 1 882 609          | 1121,12           | 1679             | 1922     |
| Hakodate      | 290 154            | 677,89            | 428              | 1922     |
| Otaru         | 138 876            | 243,30            | 571              | 1922     |
| Asahikawa     | 357 228            | 747,60            | 478              | 1922     |
| Muroran       | 97 568             | 80,65             | 1210             | 1922     |
| Obihiro       | 170 066            | 618,94            | 275              | 1933     |
| Yūbari        | 12 203             | 763,20            | 16,0             | 1943     |
| Iwamizawa     | 92 364             | 481,10            | 192              | 1943     |
| Abashiri      | 40 341             | 471,00            | 85,6             | 1947     |
| Rumoi         | 26 295             | 297,44            | 88,4             | 1947     |
| Tomakomai     | 173 986            | 561,49            | 310              | 1948     |
| Wakkanai      | 40 629             | 760,83            | 53,4             | 1949     |
| Bibai         | 27 849             | 277,61            | 100              | 1950     |
| Ashibetsu     | 18 310             | 865,02            | 21,2             | 1953     |
| Ebetsu        | 123 671            | 187,57            | 659              | 1954     |
| Akabira       | 13 874             | 129,88            | 107              | 1954     |
| Monbetsu      | 25 873             | 830,70            | 31,1             | 1954     |
| Mikasa        | 11 454             | 302,64            | 37,8             | 1957     |
| Nemuro        | 30 882             | 512,63            | 60,2             | 1957     |
| Chitose       | 92 924             | 594,95            | 156              | 1958     |
| Takikawa      | 44 895             | 115,82            | 388              | 1958     |
| Sunagawa      | 19 641             | 78,69             | 250              | 1958     |
| Utashinai     | 4 988              | 55,99             | 89,1             | 1958     |
| Fukagawa      | 24 777             | 529,23            | 46,8             | 1963     |
| Furano        | 24 890             | 600,97            | 41,4             | 1966     |
| Noboribetsu   | 53 340             | 212,11            | 251              | 1970     |
| Eniwa         | 68 604             | 294,87            | 233              | 1970     |
| Date          | 37 476             | 444,28            | 84,4             | 1972     |
| Kitahiroshima | 61 094             | 118,54            | 515              | 1996     |
| Ishikari      | 61 474             | 721,86            | 85,2             | 1996     |
| Shibetsu      | 23 197             | 1119,29           | 20,7             | 2005     |
| Kushiro       | 190 890            | 1362,75           | 140              | 2005     |
| Hokuto        | 49 506             | 397,30            | 125              | 2006     |
| Kitami        | 127 328            | 1427,56           | 89,2             | 2006     |
| Nayoro        | 31 300             | 535,23            | 58,5             | 2006     |

## Hyōgo
| Nom            | Population de 2008 | Superficie en km² | Densité en h/km² | Création |
| -------------- | ------------------ | ----------------- | ---------------- | -------- |
| Kobe           | 1 530 847          | 552,23            | 2772             | 1889     |
| Himeji         | 536 170            | 534,27            | 1004             | 1889     |
| Amagasaki      | 461 202            | 49,77             | 9267             | 1916     |
| Akashi         | 292 162            | 49,24             | 5933             | 1919     |
| Nishinomiya    | 477 056            | 99,96             | 4772             | 1925     |
| Ashiya         | 92 828             | 18,47             | 5026             | 1940     |
| Itami          | 194 488            | 24,97             | 7789             | 1940     |
| Aioi           | 31 973             | 90,45             | 353              | 1942     |
| Toyooka        | 87 555             | 697,66            | 125              | 1950     |
| Kakogawa       | 267 631            | 138,51            | 1932             | 1950     |
| Akō            | 51 277             | 126,88            | 404              | 1951     |
| Takarazuka     | 222 071            | 101,80            | 2181             | 1954     |
| Miki           | 83 244             | 176,58            | 471              | 1954     |
| Takasago       | 94 198             | 34,40             | 2738             | 1954     |
| Kawanishi      | 157 461            | 53,44             | 2947             | 1954     |
| Ono            | 49 664             | 92,92             | 534              | 1954     |
| Sanda          | 113 600            | 210,22            | 540              | 1958     |
| Kasai          | 48 435             | 150,95            | 321              | 1967     |
| Tamba-Sasayama | 44 345             | 377,61            | 117              | 1999     |
| Yabu           | 27 428             | 422,78            | 64,9             | 2004     |
| Tamba          | 69 233             | 493,28            | 140              | 2004     |
| Minamiawaji    | 51 069             | 229,18            | 223              | 2005     |
| Asago          | 34 084             | 402,98            | 84,6             | 2005     |
| Awaji          | 47 849             | 184,21            | 260              | 2005     |
| Shisō          | 42 302             | 658,60            | 64,2             | 2005     |
| Nishiwaki      | 43 126             | 132,47            | 326              | 2005     |
| Tatsuno        | 80 988             | 210,93            | 384              | 2005     |
| Sumoto         | 48 631             | 182,47            | 267              | 2006     |
| Katō           | 39 935             | 157,49            | 254              | 2006     |

## Ibaraki
| Nom          | Population de 2008 | Superficie en km² | Densité en h/km² | Création |
| ------------ | ------------------ | ----------------- | ---------------- | -------- |
| Mito         | 264 062            | 217,43            | 1214             | 1889     |
| Hitachi      | 195 844            | 225,55            | 868              | 1939     |
| Tsuchiura    | 143 986            | 113,82            | 1265             | 1940     |
| Yūki         | 52 065             | 65,84             | 791              | 1954     |
| Ryūgasaki    | 79 295             | 78,20             | 1014             | 1954     |
| Shimotsuma   | 45 918             | 80,88             | 568              | 1954     |
| Jōsō         | 65 858             | 123,52            | 533              | 1954     |
| Hitachiōta   | 58 461             | 372,01            | 157              | 1954     |
| Takahagi     | 32 031             | 193,65            | 165              | 1954     |
| Kitaibaraki  | 48 437             | 186,55            | 260              | 1956     |
| Toride       | 109 953            | 69,96             | 1572             | 1970     |
| Ushiku       | 79 254             | 58,88             | 1346             | 1986     |
| Tsukuba      | 207 314            | 284,07            | 730              | 1987     |
| Hitachinaka  | 155 338            | 99,04             | 1568             | 1994     |
| Kashima      | 65 193             | 92,96             | 701              | 1995     |
| Itako        | 31 103             | 62,67             | 496              | 2001     |
| Moriya       | 57 793             | 35,63             | 1622             | 2002     |
| Hitachiōmiya | 46 729             | 348,38            | 134              | 2004     |
| Naka         | 54 618             | 97,80             | 558              | 2005     |
| Bandō        | 57 128             | 123,18            | 464              | 2005     |
| Inashiki     | 48 125             | 178,12            | 270              | 2005     |
| Chikusei     | 110 813            | 205,35            | 540              | 2005     |
| Kasumigaura  | 44 450             | 118,77            | 374              | 2005     |
| Kamisu       | 93 538             | 147,24            | 635              | 2005     |
| Namegata     | 39 117             | 166,33            | 235              | 2005     |
| Koga         | 144 392            | 123,58            | 1168             | 2005     |
| Ishioka      | 80 502             | 213,38            | 377              | 2005     |
| Sakuragawa   | 47 480             | 179,78            | 264              | 2005     |
| Hokota       | 50 869             | 203,90            | 249              | 2005     |
| Kasama       | 80 646             | 240,27            | 336              | 2006     |
| Tsukubamirai | 41 957             | 79,14             | 530              | 2006     |
| Omitama      | 52 834             | 140,21            | 377              | 2006     |

## Ishikawa
| Nom      | Population de 2008 | Superficie en km² | Densité en h/km² | Création |
| -------- | ------------------ | ----------------- | ---------------- | -------- |
| Kanazawa | 455 595            | 467,77            | 974              | 1889     |
| Nanao    | 60 140             | 317,96            | 189              | 1939     |
| Komatsu  | 109 285            | 371,13            | 294              | 1940     |
| Suzu     | 17 111             | 247,20            | 69,2             | 1954     |
| Hakui    | 23 963             | 81,96             | 292              | 1958     |
| Kahoku   | 34 747             | 64,76             | 537              | 2004     |
| Hakusan  | 110 563            | 755,17            | 146              | 2005     |
| Nomi     | 48 106             | 83,85             | 574              | 2005     |
| Kaga     | 73 745             | 306,00            | 241              | 2005     |
| Wajima   | 31 532             | 426,25            | 74,0             | 2006     |

## Iwate
| Nom           | Population de 2008 | Superficie en km² | Densité en h/km² | Création |
| ------------- | ------------------ | ----------------- | ---------------- | -------- |
| Morioka       | 299 746            | 886,47            | 338              | 1889     |
| Kamaishi      | 41 348             | 441,42            | 93,7             | 1937     |
| Ōfunato       | 42 119             | 323,28            | 130              | 1952     |
| Rikuzentakata | 23 961             | 232,29            | 103              | 1955     |
| Kitakami      | 94 806             | 437,55            | 217              | 1991     |
| Miyako        | 58 342             | 696,82            | 83,7             | 2005     |
| Hachimantai   | 29 993             | 862,25            | 34,8             | 2005     |
| Ichinoseki    | 123 155            | 1133,10           | 109              | 2005     |
| Tōno          | 30 587             | 825,62            | 37,0             | 2005     |
| Hanamaki      | 103 718            | 908,32            | 114              | 2006     |
| Ninohe        | 30 685             | 420,31            | 73,0             | 2006     |
| Ōshū          | 128 273            | 993,35            | 129              | 2006     |
| Kuji          | 37 824             | 623,14            | 60,7             | 2006     |

## Kagawa
| Nom           | Population de 2008 | Superficie en km² | Densité en h/km² | Création |
| ------------- | ------------------ | ----------------- | ---------------- | -------- |
| Takamatsu     | 418 557            | 375,11            | 1116             | 1890     |
| Marugame      | 110 550            | 111,79            | 989              | 1899     |
| Sakaide       | 56 501             | 92,46             | 611              | 1942     |
| Zentsūji      | 35 180             | 39,88             | 882              | 1954     |
| Sanuki        | 54 832             | 158,90            | 345              | 2002     |
| Higashikagawa | 34 953             | 153,35            | 228              | 2003     |
| Mitoyo        | 69 997             | 222,66            | 314              | 2006     |
| Kan'onji      | 64 020             | 117,47            | 545              | 2007     |

## Kagoshima
| Nom             | Population de 2008 | Superficie en km² | Densité en h/km² | Création |
| --------------- | ------------------ | ----------------- | ---------------- | -------- |
| Kagoshima       | 605 196            | 547,06            | 1106             | 1889     |
| Kanoya          | 105 673            | 448,33            | 236              | 1941     |
| Makurazaki      | 24 400             | 74,88             | 326              | 1949     |
| Akune           | 24 166             | 134,30            | 180              | 1952     |
| Izumi           | 56 851             | 330,06            | 172              | 1954     |
| Ibusuki         | 45 455             | 149,01            | 305              | 1954     |
| Minamisatsuma   | 40 386             | 283,35            | 143              | 1954     |
| Nishinoomote    | 17 666             | 205,75            | 85,9             | 1958     |
| Tarumizu        | 18 078             | 162,01            | 112              | 1958     |
| Satsumasendai   | 100 730            | 683,50            | 147              | 2004     |
| Hioki           | 51 472             | 253,06            | 203              | 2005     |
| Soo             | 41 179             | 390,39            | 105              | 2005     |
| Ichikikushikino | 32 079             | 112,04            | 286              | 2005     |
| Kirishima       | 127 726            | 603,68            | 212              | 2005     |
| Shibushi        | 34 105             | 289,93            | 118              | 2006     |
| Amami           | 48 116             | 306,20            | 157              | 2006     |
| Minamikyūshū    | 40 891             | 357,85            | 114              | 2007     |
| Isa             | -                  | 392,36            | -                | 2008     |
| Aira            | -                  | 231,32            | -                | 2010     |

## Kanagawa
| Nom            | Population de 2008 | Superficie en km² | Densité en h/km² | Création |
| -------------- | ------------------ | ----------------- | ---------------- | -------- |
| Yokohama       | 3 631 236          | 437,38            | 8302             | 1889     |
| Yokosuka       | 421 397            | 100,68            | 4186             | 1907     |
| Kawasaki       | 1 373 630          | 142,70            | 9626             | 1924     |
| Hiratsuka      | 260 419            | 67,83             | 3839             | 1932     |
| Kamakura       | 173 588            | 39,60             | 4384             | 1939     |
| Fujisawa       | 402 628            | 69,51             | 5792             | 1940     |
| Odawara        | 198 841            | 114,09            | 1743             | 1940     |
| Chigasaki      | 231 005            | 35,71             | 6469             | 1947     |
| Zushi          | 58 654             | 17,34             | 3383             | 1954     |
| Sagamihara     | 706 342            | 328,84            | 2148             | 1954     |
| Miura          | 49 371             | 32,28             | 1529             | 1955     |
| Hadano         | 169 201            | 103,61            | 1633             | 1955     |
| Atsugi         | 225 163            | 93,83             | 2400             | 1955     |
| Yamato         | 223 127            | 27,06             | 8246             | 1959     |
| Isehara        | 100 779            | 55,52             | 1815             | 1971     |
| Ebina          | 126 035            | 26,48             | 4760             | 1971     |
| Zama           | 127 582            | 17,58             | 7257             | 1971     |
| Minamiashigara | 44 285             | 76,93             | 576              | 1972     |
| Ayase          | 82 083             | 22,28             | 3684             | 1978     |

## Kōchi
| Nom         | Population de 2008 | Superficie en km² | Densité en h/km² | Création |
| ----------- | ------------------ | ----------------- | ---------------- | -------- |
| Kōchi       | 342 944            | 309,22            | 1109             | 1889     |
| Sukumo      | 23 771             | 286,11            | 83,1             | 1954     |
| Aki         | 20 555             | 317,34            | 64,8             | 1954     |
| Tosashimizu | 17 421             | 266,54            | 65,4             | 1954     |
| Susaki      | 25 679             | 135,46            | 190              | 1954     |
| Tosa        | 29 726             | 91,59             | 325              | 1959     |
| Muroto      | 17 683             | 248,25            | 71,2             | 1959     |
| Nankoku     | 50 315             | 125,35            | 401              | 1959     |
| Shimanto    | 37 182             | 632,42            | 58,8             | 2005     |
| Kami        | 29 144             | 538,22            | 54,1             | 2006     |
| Kōnan       | 34 084             | 126,49            | 269              | 2006     |

## Kumamoto
| Nom         | Population de 2008 | Superficie en km² | Densité en h/km² | Création |
| ----------- | ------------------ | ----------------- | ---------------- | -------- |
| Kumamoto    | 670 348            | 267,23            | 2509             | 1889     |
| Yatsushiro  | 134 491            | 680,59            | 198              | 1940     |
| Hitoyoshi   | 36 556             | 210,55            | 174              | 1942     |
| Arao        | 55 505             | 57,15             | 971              | 1942     |
| Minamata    | 28 123             | 162,88            | 173              | 1949     |
| Tamana      | 70 747             | 152,55            | 464              | 1954     |
| Yamaga      | 56 741             | 299,67            | 189              | 1954     |
| Kikuchi     | 51 471             | 276,66            | 186              | 1958     |
| Uto         | 37 897             | 74,19             | 511              | 1958     |
| Kamiamakusa | 31 051             | 126,13            | 246              | 2004     |
| Uki         | 62 718             | 188,56            | 333              | 2005     |
| Aso         | 29 149             | 376,25            | 77,5             | 2005     |
| Kōshi       | 53 490             | 53,17             | 1006             | 2006     |
| Amakusa     | 93 047             | 683,17            | 136              | 2006     |

## Kyoto
| Nom         | Population de 2008 | Superficie en km² | Densité en h/km² | Création |
| ----------- | ------------------ | ----------------- | ---------------- | -------- |
| Kyoto       | 1 468 906          | 827,90            | 1774             | 1889     |
| Fukuchiyama | 80 836             | 552,57            | 146              | 1937     |
| Maizuru     | 90 461             | 342,15            | 264              | 1943     |
| Ayabe       | 37 081             | 347,11            | 107              | 1950     |
| Uji         | 191 297            | 67,55             | 2832             | 1951     |
| Miyazu      | 20 565             | 169,32            | 121              | 1954     |
| Kameoka     | 93 641             | 224,90            | 416              | 1955     |
| Jōyō        | 80 795             | 32,74             | 2468             | 1972     |
| Mukō        | 55 137             | 7,67              | 7189             | 1972     |
| Nagaokakyō  | 79 031             | 19,18             | 4120             | 1972     |
| Yawata      | 73 822             | 24,37             | 029              | 1977     |
| Kyōtanabe   | 65 211             | 42,94             | 1519             | 1997     |
| Kyōtango    | 60 980             | 501,84            | 122              | 2004     |
| Nantan      | 35 937             | 616,31            | 58,3             | 2006     |
| Kizugawa    | 66 783             | 85,12             | 785              | 2007     |

## Mie
| Nom       | Population de 2008 | Superficie en km² | Densité en h/km² | Création |
| --------- | ------------------ | ----------------- | ---------------- | -------- |
| Yokkaichi | 306 584            | 205,53            | 1492             | 1897     |
| Matsusaka | 169 571            | 623,82            | 272              | 1933     |
| Kuwana    | 140 816            | 136,61            | 1031             | 1937     |
| Suzuka    | 197 437            | 194,67            | 1014             | 1942     |
| Nabari    | 81 184             | 129,76            | 626              | 1954     |
| Owase     | 21 272             | 193,16            | 110              | 1954     |
| Kameyama  | 50 304             | 190,91            | 263              | 1954     |
| Toba      | 22 286             | 107,98            | 206              | 1954     |
| Inabe     | 46 676             | 219,58            | 213              | 2003     |
| Shima     | 56 758             | 179,70            | 316              | 2004     |
| Iga       | 99 662             | 558,17            | 179              | 2004     |
| Ise       | 133 547            | 208,53            | 640              | 2005     |
| Kumano    | 20 477             | 373,63            | 54,8             | 2005     |
| Tsu       | 289 215            | 710,81            | 407              | 2006     |

## Miyagi
| Nom               | Population de 2008 | Superficie en km² | Densité en h/km² | Création |
| ----------------- | ------------------ | ----------------- | ---------------- | -------- |
| Sendai            | 1 029 552          | 783,54            | 1314             | 1889     |
| Ishinomaki        | 163 840            | 555,77            | 295              | 1933     |
| Shiogama          | 58 057             | 17,86             | 3251             | 1941     |
| Shiroishi         | 38 629             | 286,47            | 135              | 1954     |
| Natori            | 69 610             | 100,06            | 696              | 1958     |
| Kakuda            | 32 559             | 147,58            | 221              | 1958     |
| Tagajō            | 63 200             | 19,65             | 3 216            | 1971     |
| Iwanuma           | 44 595             | 60,72             | 734              | 1971     |
| Tome              | 86 940             | 536,38            | 162              | 2005     |
| Kurihara          | 77 862             | 804,93            | 96,7             | 2005     |
| Higashimatsushima | 43 238             | 101,86            | 424              | 2005     |
| Kesennuma         | 64 578             | 226,67            | 285              | 2006     |
| Ōsaki             | 137 164            | 796,76            | 172              | 2006     |

## Miyazaki
| Nom        | Population de 2008 | Superficie en km² | Densité en h/km² | Création |
| ---------- | ------------------ | ----------------- | ---------------- | -------- |
| Miyazaki   | 369 473            | 596,80            | 619              | 1924     |
| Miyakonojō | 169 384            | 653,31            | 259              | 1924     |
| Nobeoka    | 132 480            | 867,97            | 153              | 1933     |
| Nichinan   | 43 264             | 294,46            | 147              | 1950     |
| Kobayashi  | 40 514             | 474,23            | 85,4             | 1950     |
| Hyūga      | 63 066             | 336,29            | 188              | 1951     |
| Kushima    | 21 386             | 294,96            | 72,5             | 1954     |
| Saito      | 33 290             | 438,56            | 75,9             | 1958     |
| Ebino      | 22 445             | 283,00            | 79,3             | 1970     |

## Nagano
| Nom       | Population de 2008 | Superficie en km² | Densité en h/km² | Création |
| --------- | ------------------ | ----------------- | ---------------- | -------- |
| Matsumoto | 227 392            | 919,35            | 247              | 1907     |
| Okaya     | 53 722             | 85,14             | 631              | 1936     |
| Suwa      | 52 671             | 109,06            | 483              | 1941     |
| Suzaka    | 53 097             | 149,84            | 354              | 1954     |
| Komoro    | 45 333             | 98,66             | 459              | 1954     |
| Komagane  | 34 696             | 165,92            | 209              | 1954     |
| Ōmachi    | 31 276             | 564,99            | 55,4             | 1954     |
| Iiyama    | 24 155             | 202,32            | 119              | 1954     |
| Iida      | 107 129            | 658,76            | 163              | 1956     |
| Chino     | 57 363             | 266,41            | 215              | 1958     |
| Shiojiri  | 67 781             | 290,13            | 234              | 1959     |
| Nagano    | 378 204            | 730,83            | 517              | 1966     |
| Chikuma   | 63 305             | 119,84            | 528              | 2003     |
| Tōmi      | 31 211             | 112,30            | 278              | 2004     |
| Nakano    | 46 295             | 112,06            | 413              | 2005     |
| Saku      | 100 077            | 423,99            | 236              | 2005     |
| Azumino   | 97 084             | 331,82            | 293              | 2005     |
| Ueda      | 161 887            | 552,00            | 293              | 2006     |
| Ina       | 71 937             | 667,81            | 108              | 2006     |

## Nagasaki
| Nom             | Population de 2008 | Superficie en km² | Densité en h/km² | Création |
| --------------- | ------------------ | ----------------- | ---------------- | -------- |
| Nagasaki        | 448 792            | 406,37            | 1104             | 1889     |
| Sasebo          | 254 650            | 364,00            | 700              | 1902     |
| Shimabara       | 48 953             | 82,77             | 591              | 1940     |
| Ōmura           | 89 650             | 126,34            | 710              | 1942     |
| Tsushima        | 36 347             | 708,81            | 51,3             | 2004     |
| Iki             | 30 352             | 138,50            | 219              | 2004     |
| Gotō            | 42 447             | 420,77            | 101              | 2004     |
| Isahaya         | 142 635            | 312,24            | 457              | 2005     |
| Saikai          | 32 737             | 241,95            | 135              | 2005     |
| Hirado          | 36 785             | 235,63            | 156              | 2005     |
| Unzen           | 48 701             | 206,92            | 235              | 2005     |
| Matsuura        | 26 007             | 130,35            | 200              | 2006     |
| Minamishimabara | 52 347             | 169,88            | 308              | 2006     |

## Nara
| Nom            | Population de 2008 | Superficie en km² | Densité en h/km² | Création |
| -------------- | ------------------ | ----------------- | ---------------- | -------- |
| Nara           | 367 393            | 276,84            | 1327             | 1898     |
| Yamatotakada   | 69 473             | 16,49             | 4213             | 1948     |
| Yamatokōriyama | 90 223             | 42,68             | 2114             | 1954     |
| Tenri          | 70 702             | 86,37             | 819              | 1954     |
| Kashihara      | 124 679            | 39,52             | 3155             | 1956     |
| Sakurai        | 60 699             | 98,92             | 614              | 1956     |
| Gojō           | 36 002             | 292,05            | 123              | 1957     |
| Gose           | 31 160             | 60,58             | 514              | 1958     |
| Ikoma          | 115 359            | 53,18             | 2169             | 1971     |
| Kashiba        | 72 967             | 24,23             | 3011             | 1991     |
| Katsuragi      | 35 194             | 33,73             | 1043             | 2004     |
| Uda            | 35 895             | 247,62            | 145              | 2006     |

## Niigata
| Nom          | Population de 2008 | Superficie en km² | Densité en h/km² | Création |
| ------------ | ------------------ | ----------------- | ---------------- | -------- |
| Niigata      | 813 053            | 726,10            | 1120             | 1889     |
| Nagaoka      | 281 222            | 840,88            | 334              | 1906     |
| Kashiwazaki  | 93 506             | 442,70            | 211              | 1940     |
| Shibata      | 103 490            | 532,82            | 194              | 1947     |
| Ojiya        | 39 304             | 155,12            | 253              | 1954     |
| Kamo         | 30 800             | 133,68            | 230              | 1954     |
| Mitsuke      | 42 139             | 77,96             | 541              | 1954     |
| Murakami     | 30 197             | 142,12            | 212              | 1954     |
| Myōkō        | 36 837             | 445,52            | 82,7             | 1954     |
| Jōetsu       | 206 175            | 973,32            | 212              | 1971     |
| Sado         | 65 037             | 855,26            | 76,0             | 2004     |
| Agano        | 46 158             | 192,72            | 240              | 2004     |
| Uonuma       | 42 334             | 946,93            | 44,7             | 2004     |
| Minamiuonuma | 62 518             | 584,82            | 107              | 2004     |
| Itoigawa     | 48 653             | 746,24            | 65,2             | 2005     |
| Tōkamachi    | 60 480             | 589,92            | 103              | 2005     |
| Sanjō        | 103 199            | 432,01            | 239              | 2005     |
| Tainai       | 32 165             | 265,18            | 121              | 2005     |
| Gosen        | 55 936             | 351,87            | 159              | 2006     |
| Tsubame      | 82 910             | 110,88            | 748              | 2006     |

## Ōita
| Nom         | Population de 2008 | Superficie en km² | Densité en h/km² | Création |
| ----------- | ------------------ | ----------------- | ---------------- | -------- |
| Ōita        | 467 267            | 501,25            | 932              | 1911     |
| Beppu       | 127 345            | 125,15            | 1018             | 1924     |
| Nakatsu     | 84 179             | 491,09            | 171              | 1929     |
| Hita        | 72 601             | 666,19            | 109              | 1940     |
| Saiki       | 78 675             | 903,44            | 87,1             | 1941     |
| Usuki       | 42 464             | 291,07            | 146              | 1950     |
| Tsukumi     | 20 561             | 79,53             | 259              | 1951     |
| Taketa      | 25 449             | 477,59            | 53,3             | 1954     |
| Bungotakada | 24 484             | 206,64            | 118              | 1954     |
| Usa         | 59 971             | 439,12            | 137              | 1967     |
| Bungo-ōno   | 40 409             | 603,36            | 67,0             | 2005     |
| Kitsuki     | 33 465             | 280,01            | 120              | 2005     |
| Yufu        | 35 298             | 319,16            | 111              | 2005     |
| Kunisaki    | 33 473             | 317,81            | 105              | 2006     |

## Okayama
| Nom       | Population de 2008 | Superficie en km² | Densité en h/km² | Création |
| --------- | ------------------ | ----------------- | ---------------- | -------- |
| Okayama   | 701 293            | 789,91            | 887              | 1889     |
| Kurashiki | 472 452            | 354,71            | 1332             | 1928     |
| Tsuyama   | 109 493            | 506,36            | 216              | 1929     |
| Tamano    | 65 723             | 103,63            | 634              | 1940     |
| Kasaoka   | 55 987             | 136,03            | 412              | 1952     |
| Ibara     | 44 423             | 243,36            | 183              | 1953     |
| Sōja      | 66 789             | 212,00            | 315              | 1954     |
| Takahashi | 37 573             | 547,01            | 68,7             | 1954     |
| Niimi     | 35 022             | 793,27            | 44,1             | 1954     |
| Bizen     | 39 117             | 258,23            | 151              | 1971     |
| Setouchi  | 38 645             | 125,53            | 308              | 2004     |
| Akaiwa    | 43 742             | 209,43            | 209              | 2005     |
| Maniwa    | 50 405             | 828,43            | 60,8             | 2005     |
| Mimasaka  | 31 550             | 429,19            | 73,5             | 2005     |
| Asakuchi  | 37 108             | 66,46             | 558              | 2006     |

## Okinawa
| Nom        | Population de 2008 | Superficie en km² | Densité en h/km² | Création |
| ---------- | ------------------ | ----------------- | ---------------- | -------- |
| Naha       | 314 162            | 39,23             | 7963             | 1921     |
| Ishigaki   | 46 489             | 229,00            | 195              | 1947     |
| Ginowan    | 91 233             | 19,70             | 4569             | 1962     |
| Urasoe     | 108 052            | 19,09             | 5516             | 1970     |
| Nago       | 60 598             | 210,30            | 278              | 1970     |
| Itoman     | 56 171             | 46,63             | 1200             | 1971     |
| Okinawa    | 128 421            | 49,00             | 2565             | 1974     |
| Tomigusuku | 54 586             | 19,45             | 2751             | 2002     |
| Uruma      | 114 087            | 86,03             | 1313             | 2005     |
| Miyakojima | 52 777             | 204,54            | 275              | 2005     |
| Nanjō      | 39 458             | 49,70             | 819              | 2006     |

## Osaka
| Nom           | Population de 2008 | Superficie en km² | Densité en h/km² | Création |
| ------------- | ------------------ | ----------------- | ---------------- | -------- |
| Osaka         | 2 645 305          | 222,30            | 11900            | 1889     |
| Sakai         | 835 333            | 149,99            | 5569             | 1889     |
| Kishiwada     | 200 538            | 72,24             | 2776             | 1922     |
| Toyonaka      | 387 269            | 36,38             | 10645            | 1936     |
| Ikeda         | 104 426            | 22,09             | 4727             | 1939     |
| Suita         | 354 600            | 36,11             | 9820             | 1940     |
| Izumiōtsu     | 78 014             | 12,80             | 6095             | 1942     |
| Takatsuki     | 354 228            | 105,31            | 3364             | 1943     |
| Kaizuka       | 90 447             | 43,99             | 2056             | 1943     |
| Moriguchi     | 146 294            | 12,73             | 11492            | 1946     |
| Hirakata      | 406 201            | 65,08             | 6242             | 1947     |
| Ibaraki       | 272 240            | 76,52             | 3558             | 1948     |
| Yao           | 273 244            | 41,71             | 6551             | 1948     |
| Izumisano     | 99 636             | 55,03             | 1811             | 1948     |
| Tondabayashi  | 122 205            | 39,66             | 3081             | 1950     |
| Neyagawa      | 239 029            | 24,73             | 9666             | 1951     |
| Kawachinagano | 114 428            | 109,61            | 1044             | 1954     |
| Matsubara     | 125 274            | 16,66             | 7519             | 1955     |
| Daitō         | 125 847            | 18,27             | 6888             | 1956     |
| Izumi         | 179 352            | 84,98             | 2110             | 1956     |
| Minoh         | 127 757            | 47,84             | 2671             | 1956     |
| Kashiwara     | 75 875             | 25,39             | 2988             | 1958     |
| Habikino      | 118 281            | 26,44             | 4 474            | 1959     |
| Kadoma        | 130 026            | 12,28             | 10588            | 1963     |
| Settsu        | 84 330             | 14,88             | 5667             | 1966     |
| Takaishi      | 60 077             | 11,35             | 5293             | 1966     |
| Fujiidera     | 65 892             | 8,89              | 7412             | 1966     |
| Higashiōsaka  | 509 157            | 61,81             | 8237             | 1967     |
| Sennan        | 64 916             | 48,48             | 1339             | 1970     |
| Shijōnawate   | 57 239             | 18,74             | 3054             | 1970     |
| Katano        | 77 853             | 25,55             | 3047             | 1971     |
| Ōsakasayama   | 58 661             | 11,86             | 4946             | 1987     |
| Hannan        | 56 853             | 36,10             | 1575             | 1991     |

## Saga
| Nom      | Population de 2008 | Superficie en km² | Densité en h/km² | Création |
| -------- | ------------------ | ----------------- | ---------------- | -------- |
| Tosu     | 66 842             | 71,73             | 932              | 1954     |
| Imari    | 57 604             | 254,99            | 226              | 1954     |
| Kashima  | 31 326             | 112,10            | 279              | 1954     |
| Taku     | 22 165             | 96,93             | 229              | 1954     |
| Karatsu  | 129 194            | 487,45            | 265              | 2005     |
| Ogi      | 45 516             | 95,85             | 475              | 2005     |
| Saga     | 239 932            | 431,42            | 556              | 2005     |
| Ureshino | 29 644             | 126,51            | 234              | 2006     |
| Takeo    | 50 788             | 195,44            | 260              | 2006     |
| Kanzaki  | 33 449             | 125,01            | 268              | 2006     |

## Saitama
| Nom              | Population de 2008 | Superficie en km² | Densité en h/km² | Création |
| ---------------- | ------------------ | ----------------- | ---------------- | -------- |
| Kawagoe          | 335 693            | 109,16            | 3075             | 1922     |
| Kawaguchi        | 552 883            | 61,97             | 8922             | 1933     |
| Gyōda            | 87 462             | 67,37             | 1298             | 1949     |
| Chichibu         | 69 139             | 577,69            | 120              | 1950     |
| Tokorozawa       | 338 560            | 71,99             | 4703             | 1950     |
| Hannō            | 84 053             | 193,16            | 435              | 1954     |
| Kazo             | 67 862             | 59,40             | 1142             | 1954     |
| Higashimatsuyama | 90 840             | 65,33             | 1390             | 1954     |
| Sayama           | 156 634            | 49,04             | 3194             | 1954     |
| Hanyū            | 56 820             | 58,55             | 970              | 1954     |
| Kōnosu           | 119 768            | 67,49             | 1775             | 1954     |
| Ageo             | 222 479            | 45,55             | 4884             | 1958     |
| Sōka             | 237 964            | 27,42             | 8678             | 1958     |
| Koshigaya        | 318 592            | 60,31             | 5283             | 1958     |
| Warabi           | 70 410             | 5,10              | 13806            | 1959     |
| Toda             | 118 591            | 18,17             | 6527             | 1966     |
| Iruma            | 148 203            | 44,74             | 3313             | 1966     |
| Asaka            | 126 902            | 18,38             | 6904             | 1967     |
| Shiki            | 68 531             | 9,06              | 7564             | 1970     |
| Wakō             | 78 575             | 11,04             | 7117             | 1970     |
| Niiza            | 155 926            | 22,80             | 6839             | 1970     |
| Okegawa          | 74 703             | 25,26             | 2957             | 1970     |
| Kuki             | 71 667             | 25,35             | 2827             | 1971     |
| Kitamoto         | 69 903             | 19,84             | 3523             | 1971     |
| Yashio           | 78 601             | 18,03             | 4359             | 1972     |
| Fujimi           | 105 286            | 19,70             | 5344             | 1972     |
| Misato           | 128 956            | 30,16             | 4276             | 1972     |
| Hasuda           | 63 375             | 27,27             | 2324             | 1972     |
| Sakado           | 99 680             | 40,97             | 2433             | 1976     |
| Satte            | 53 485             | 33,95             | 1575             | 1986     |
| Tsurugashima     | 70 131             | 17,73             | 3955             | 1991     |
| Hidaka           | 55 454             | 47,50             | 1167             | 1991     |
| Yoshikawa        | 63 050             | 31,62             | 1994             | 1996     |
| Saitama          | 1 192 418          | 217,49            | 5483             | 2001     |
| Kumagaya         | 204 853            | 159,88            | 1281             | 2005     |
| Kasukabe         | 236 854            | 65,98             | 3590             | 2005     |
| Fujimino         | 103 724            | 14,67             | 7070             | 2005     |
| Fukaya           | 146 128            | 137,58            | 1062             | 2006     |
| Honjō            | 81 805             | 89,71             | 912              | 2006     |

## Shiga
| Nom         | Population de 2008 | Superficie en km² | Densité en h/km² | Création |
| ----------- | ------------------ | ----------------- | ---------------- | -------- |
| Ōtsu        | 329 024            | 464,10            | 709              | 1898     |
| Hikone      | 110 945            | 196,84            | 564              | 1937     |
| Ōmihachiman | 69 116             | 153,09            | 451              | 1954     |
| Kusatsu     | 123 512            | 67,92             | 1818             | 1954     |
| Moriyama    | 74 263             | 54,81             | 1355             | 1970     |
| Rittō       | 62 353             | 52,75             | 1182             | 2001     |
| Kōka        | 94 007             | 481,69            | 195              | 2004     |
| Yasu        | 49 821             | 81,07             | 615              | 2004     |
| Konan       | 55 144             | 70,49             | 782              | 2004     |
| Takashima   | 52 967             | 693,00            | 76,4             | 2005     |
| Higashiōmi  | 117 487            | 388,58            | 302              | 2005     |
| Maibara     | 40 757             | 250,46            | 163              | 2005     |
| Nagahama    | 83 555             | 247,01            | 338              | 2006     |

## Shimane
| Nom    | Population de 2008 | Superficie en km² | Densité en h/km² | Création |
| ------ | ------------------ | ----------------- | ---------------- | -------- |
| Matsue | 195 875            | 530,27            | 369              | 1889     |
| Izumo  | 146 115            | 543,48            | 269              | 1941     |
| Masuda | 50 980             | 733,16            | 69,5             | 1952     |
| Yasugi | 42 997             | 420,97            | 102              | 1954     |
| Gōtsu  | 26 958             | 268,51            | 100              | 1954     |
| Unnan  | 43 269             | 553,37            | 78,2             | 2004     |
| Hamada | 61 325             | 689,60            | 88,9             | 2005     |
| Ōda    | 39 593             | 436,11            | 90,8             | 2005     |

## Shizuoka
| Nom        | Population de 2008 | Superficie en km² | Densité en h/km² | Création |
| ---------- | ------------------ | ----------------- | ---------------- | -------- |
| Shizuoka   | 710 944            | 1388,78           | 512              | 1889     |
| Hamamatsu  | 811 431            | 1511,17           | 537              | 1911     |
| Numazu     | 206 818            | 187,11            | 1105             | 1923     |
| Atami      | 40 524             | 61,56             | 658              | 1937     |
| Mishima    | 112 320            | 62,13             | 1808             | 1941     |
| Fujinomiya | 122 122            | 314,81            | 388              | 1942     |
| Itō        | 72 038             | 124,13            | 580              | 1947     |
| Shimada    | 95 762             | 195,40            | 490              | 1948     |
| Iwata      | 172 583            | 164,08            | 1052             | 1948     |
| Yaizu      | 120 331            | 46,01             | 2615             | 1951     |
| Kakegawa   | 118 660            | 265,63            | 447              | 1954     |
| Fujieda    | 129 637            | 140,74            | 921              | 1954     |
| Gotenba    | 88 078             | 194,63            | 453              | 1955     |
| Fukuroi    | 85 163             | 108,56            | 784              | 1958     |
| Fuji       | 237 279            | 214,10            | 1108             | 1966     |
| Shimoda    | 25 784             | 104,70            | 246              | 1971     |
| Susono     | 53 740             | 138,39            | 388              | 1971     |
| Kosai      | 44 545             | 55,08             | 809              | 1972     |
| Izu        | 35 911             | 363,97            | 98,7             | 2004     |
| Omaezaki   | 35 015             | 65,85             | 532              | 2004     |
| Kikugawa   | 47 702             | 94,24             | 506              | 2005     |
| Izunokuni  | 49 711             | 94,71             | 525              | 2005     |
| Makinohara | 49 726             | 111,50            | 446              | 2005     |

## Tochigi
| Nom            | Population de 2008 | Superficie en km² | Densité en h/km² | Création |
| -------------- | ------------------ | ----------------- | ---------------- | -------- |
| Utsunomiya     | 507 833            | 416,84            | 1218             | 1896     |
| Ashikaga       | 157 793            | 177,82            | 887              | 1921     |
| Tochigi        | 81 601             | 122,06            | 669              | 1937     |
| Kanuma         | 103 690            | 490,62            | 211              | 1948     |
| Oyama          | 162 283            | 171,61            | 946              | 1954     |
| Mooka          | 66 705             | 111,76            | 597              | 1954     |
| Ōtawara        | 78 563             | 354,12            | 222              | 1954     |
| Yaita          | 35 462             | 170,66            | 208              | 1958     |
| Nasushiobara   | 115 633            | 592,82            | 195              | 2005     |
| Sano           | 123 034            | 356,07            | 346              | 2005     |
| Sakura         | 42 403             | 125,46            | 338              | 2005     |
| Nasukarasuyama | 30 433             | 174,42            | 174              | 2005     |
| Shimotsuke     | 59 459             | 74,58             | 797              | 2006     |
| Nikkō          | 92 181             | 1449,87           | 63,6             | 2006     |

## Tokushima
| Nom          | Population de 2008 | Superficie en km² | Densité en h/km² | Création |
| ------------ | ------------------ | ----------------- | ---------------- | -------- |
| Tokushima    | 266 370            | 191,39            | 1392             | 1889     |
| Naruto       | 62 453             | 135,46            | 461              | 1947     |
| Komatsushima | 41 540             | 45,24             | 918              | 1951     |
| Anan         | 77 099             | 279,39            | 276              | 1958     |
| Yoshinogawa  | 44 905             | 144,19            | 311              | 2004     |
| Mima         | 33 520             | 367,38            | 91,2             | 2005     |
| Awa          | 40 303             | 190,97            | 211              | 2005     |
| Miyoshi      | 32 329             | 721,48            | 44,8             | 2006     |

## Tokyo
| Nom             | Population de 2008 | Superficie en km² | Densité en h/km² | Création |
| --------------- | ------------------ | ----------------- | ---------------- | -------- |
| Hachiōji        | 567 367            | 186,31            | 3045             | 1917     |
| Tachikawa       | 175 639            | 24,38             | 7204             | 1940     |
| Musashino       | 138 516            | 10,73             | 12909            | 1947     |
| Mitaka          | 180 797            | 16,50             | 10957            | 1950     |
| Oume            | 141 708            | 103,26            | 1372             | 1951     |
| Fuchū           | 248 445            | 29,34             | 8468             | 1954     |
| Akishima        | 111 763            | 17,33             | 6449             | 1954     |
| Chōfu           | 219 053            | 21,53             | 10174            | 1955     |
| Machida         | 413 786            | 71,63             | 5777             | 1958     |
| Koganei         | 115 116            | 11,33             | 10160            | 1958     |
| Kodaira         | 185 829            | 20,46             | 9083             | 1962     |
| Hino            | 179 482            | 27,53             | 6520             | 1963     |
| Higashimurayama | 146 585            | 17,17             | 8537             | 1964     |
| Kokubunji       | 118 801            | 11,48             | 10349            | 1964     |
| Kunitachi       | 73 362             | 8,15              | 9001             | 1967     |
| Fussa           | 60 413             | 10,24             | 5900             | 1970     |
| Komae           | 78 237             | 6,39              | 12244            | 1970     |
| Higashiyamato   | 81 445             | 13,54             | 6015             | 1970     |
| Kiyose          | 73 518             | 10,19             | 7215             | 1970     |
| Higashikurume   | 115 405            | 12,92             | 8932             | 1970     |
| Musashimurayama | 68 333             | 15,37             | 4446             | 1970     |
| Tama            | 149 404            | 21,08             | 7087             | 1971     |
| Inagi           | 80 772             | 17,97             | 4495             | 1971     |
| Hamura          | 56 984             | 9,91              | 5750             | 1991     |
| Akiruno         | 80 268             | 73,34             | 1094             | 1995     |
| Nishitōkyō      | 193 350            | 15,85             | 12199            | 2001     |

## Tottori
| Nom         | Population de 2008 | Superficie en km² | Densité en h/km² | Création |
| ----------- | ------------------ | ----------------- | ---------------- | -------- |
| Tottori     | 200 315            | 765,66            | 262              | 1889     |
| Yonago      | 149 140            | 132,21            | 1 128            | 1927     |
| Kurayoshi   | 51 453             | 272,15            | 189              | 1953     |
| Sakaiminato | 35 908             | 28,79             | 1 247            | 1956     |

## Toyama
| Nom        | Population de 2008 | Superficie en km² | Densité en h/km² | Création |
| ---------- | ------------------ | ----------------- | ---------------- | -------- |
| Toyama     | 421 116            | 1241,85           | 339              | 1889     |
| Uozu       | 45 945             | 200,63            | 229              | 1952     |
| Himi       | 53 316             | 230,47            | 231              | 1952     |
| Namerikawa | 33 789             | 54,61             | 619              | 1954     |
| Tonami     | 49 396             | 126,96            | 389              | 1954     |
| Oyabe      | 32 656             | 134,11            | 244              | 1962     |
| Nanto      | 57 061             | 668,86            | 85,3             | 2004     |
| Takaoka    | 178 965            | 209,38            | 855              | 2005     |
| Imizu      | 94 691             | 109,18            | 867              | 2005     |
| Kurobe     | 42 612             | 426,34            | 99,9             | 2006     |

## Wakayama
| Nom       | Population de 2008 | Superficie en km² | Densité en h/km² | Création |
| --------- | ------------------ | ----------------- | ---------------- | -------- |
| Wakayama  | 372 175            | 209,23            | 1779             | 1889     |
| Kainan    | 55 877             | 101,18            | 552              | 1934     |
| Tanabe    | 80 478             | 1026,77           | 78,4             | 1942     |
| Gobō      | 26 335             | 43,93             | 599              | 1954     |
| Arida     | 31 194             | 36,92             | 845              | 1956     |
| Shingū    | 32 654             | 255,43            | 128              | 2005     |
| Kinokawa  | 67 192             | 228,24            | 294              | 2005     |
| Hashimoto | 67 505             | 130,31            | 518              | 2006     |
| Iwade     | 51 843             | 38,50             | 1347             | 2006     |

## Yamagata
| Nom        | Population de 2008 | Superficie en km² | Densité en h/km² | Création |
| ---------- | ------------------ | ----------------- | ---------------- | -------- |
| Yamagata   | 255 370            | 381,34            | 670              | 1889     |
| Yonezawa   | 91 704             | 548,74            | 167              | 1889     |
| Shinjō     | 39 808             | 223,08            | 178              | 1949     |
| Sagae      | 43 299             | 139,08            | 311              | 1954     |
| Kaminoyama | 35 086             | 240,95            | 146              | 1954     |
| Murayama   | 27 586             | 196,83            | 140              | 1954     |
| Nagai      | 30 285             | 214,69            | 141              | 1954     |
| Tendō      | 63 470             | 113,01            | 562              | 1958     |
| Higashine  | 46 141             | 207,17            | 223              | 1958     |
| Obanazawa  | 19 937             | 372,32            | 53,5             | 1959     |
| Nan'yō     | 34 542             | 160,70            | 215              | 1967     |
| Tsuruoka   | 140 097            | 1311,51           | 107              | 2005     |
| Sakata     | 114 964            | 602,79            | 191              | 2005     |

## Yamaguchi
| Nom          | Population de 2008 | Superficie en km² | Densité en h/km² | Création |
| ------------ | ------------------ | ----------------- | ---------------- | -------- |
| Ube          | 176 370            | 287,69            | 613              | 1921     |
| Hōfu         | 116 393            | 188,59            | 617              | 1936     |
| Kudamatsu    | 54 026             | 89,36             | 605              | 1939     |
| Mine         | 17 355             | 228,25            | 76,0             | 1954     |
| Shūnan       | 150 299            | 656,25            | 229              | 2003     |
| Hikari       | 53 274             | 91,94             | 579              | 2004     |
| Shimonoseki  | 286 073            | 716,06            | 400              | 2005     |
| Yanai        | 35 438             | 139,90            | 253              | 2005     |
| Hagi         | 55 831             | 698,87            | 79,9             | 2005     |
| Nagato       | 39 825             | 357,92            | 111              | 2005     |
| San'yō-Onoda | 65 523             | 132,99            | 493              | 2005     |
| Yamaguchi    | 192 008            | 730,23            | 263              | 2005     |
| Iwakuni      | 146 885            | 872,71            | 168              | 2006     |

## Yamanashi
| Nom         | Population de 2008 | Superficie en km² | Densité en h/km² | Création |
| ----------- | ------------------ | ----------------- | ---------------- | -------- |
| Kōfu        | 199 374            | 212,41            | 939              | 1889     |
| Fujiyoshida | 51 879             | 121,83            | 426              | 1951     |
| Tsuru       | 34 439             | 161,58            | 213              | 1954     |
| Ōtsuki      | 29 869             | 280,30            | 107              | 1954     |
| Nirasaki    | 33 539             | 143,73            | 233              | 1954     |
| Minami-Alps | 72 295             | 264,06            | 274              | 2003     |
| Kai         | 74 077             | 71,94             | 1030             | 2004     |
| Fuefuki     | 71 184             | 201,92            | 353              | 2004     |
| Hokuto      | 47 754             | 602,89            | 79,2             | 2004     |
| Uenohara    | 28 295             | 170,65            | 166              | 2005     |
| Yamanashi   | 38 202             | 289,87            | 132              | 2005     |
| Kōshū       | 35 072             | 264,01            | 133              | 2005     |
| Chūō        | 31 875             | 31,81             | 1002             | 2006     |